# Ferrari F138
Ferrari F138 je vůz formule 1 týmu Scuderia Ferrari nasazený pro rok 2013. Vozidlo pilotuje Španěl Fernando Alonso a Brazilec Felipe Massa. Monopost byl představen 1. února 2013 v Maranellu.